# Tonga aux Jeux olympiques d'été de 2020
Les Tonga participent aux Jeux olympiques d'été de 2020 à Tokyo. Il s'agit de leur 10e participation aux Jeux d'été, auxquels ils n'ont jusqu'ici remporté qu'un seule médaille (la médaille d'argent en boxe de Paea Wolfgramm en 1996).

## Athlètes engagés
| Sport         | Hommes | Femmes | Total |
| ------------- | ------ | ------ | ----- |
| Athlétisme    | 1      | 0      | 1     |
| Haltérophilie | 0      | 1      | 1     |
| Natation      | 1      | 1      | 2     |
| Taekwondo     | 1      | 1      | 2     |
| Total         | 3      | 3      | 6     |

## Résultats

### Athlétisme
Les Tonga bénéficient d'une place attribuée au nom de l'universalité des Jeux. Ronald Lawrence Fotofili dispute le 100 mètres masculin.
| Athlète         | Épreuve        | 1er tour | 1er tour | Demi-finale | Demi-finale | Finale  | Finale  |
| Athlète         | Épreuve        | Temps    | Rang     | Temps       | Rang        | Temps   | Rang    |
| --------------- | -------------- | -------- | -------- | ----------- | ----------- | ------- | ------- |
| Ronald Fotofili | 100 m masculin | 11 s 19  | 8e       | Éliminé     | Éliminé     | Éliminé | Éliminé |

### Haltérophilie
| Athlète         | Compétition          | Arraché  | Arraché | Épaulé-jeté | Épaulé-jeté | Total  | Rang |
| Athlète         | Compétition          | Résultat | Rang    | Résultat    | Rang        | Total  | Rang |
| --------------- | -------------------- | -------- | ------- | ----------- | ----------- | ------ | ---- |
| Kuinini Manumua | Plus de 87 kg femmes | 103 kg   | 8e      | 125 kg      | 9e          | 228 kg | 8e   |

### Natation
Tonga a qualifié deux nageurs dans deux épreuves.
| Amini Fonua | 100 m brasse masculin   |        | e   | Disqualifié | Disqualifié | Éliminé  | Éliminé  | Éliminé | Éliminé |
| Noelani Day | 50 m nage libre féminin | 29 s 6 | 63e | Éliminée    | Éliminée    | Éliminée | Éliminée |         |         |

### Taekwondo
En février 2020, deux athlètes tongiens se qualifient pour les Jeux olympiques à l'occasion de la compétition régionale océanienne de qualification.
Pita Taufatofua, porte-drapeau de la délégation tongienne aux Jeux olympiques d'été de 2016 et aux Jeux olympiques d'hiver de 2018, est célèbre pour avoir défilé torse-nu et enduit d'huile de coco lors des cérémonies d'ouvertures de ces deux éditions des Jeux, y compris par une température ressentie de -10 °C aux Jeux d'hiver. Ayant échoué à se qualifier pour les compétitions de kayak aux Jeux de Tokyo, il tente de se qualifier au taekwondo, sa discipline sportive des Jeux de 2016. Malgré une côte fracturée et une blessure à la cheville, il se qualifie en battant son unique adversaire océanien dans la catégorie des plus de 80 kg, le Papou-Néo-Guinéen Steven Tommy. Sa compatriote Malia Paseka se qualifie pour l'épreuve féminine des moins de 67 kg,,,
| Athlète         | Compétition           | Huitièmes de finale | Quarts de finale    | Demi-finale         | Repêchage              | Finale / MB         | Rang |
| Athlète         | Compétition           | Adversaire Résultat | Adversaire Résultat | Adversaire Résultat | Adversaire Résultat    | Adversaire Résultat | Rang |
| --------------- | --------------------- | ------------------- | ------------------- | ------------------- | ---------------------- | ------------------- | ---- |
| Pita Taufatofua | Plus de 80 kg hommes  | Larine Défaite 3-24 | Non qualifié        | Non qualifié        | Trajkovič Défaite 1-22 | Éliminé             | 7e   |
| Malia Paseka    | Moins de 67 kg femmes | Williams Abandon    | Non qualifiée       | Non qualifiée       | Wahba Défaite 0-19     | Éliminée            | 7e   |